# River Alwin
River Alwin är ett vattendrag i Storbritannien.   Det ligger i Northumberland, i nordligaste England,, omkring 400 km norr om huvudstaden London.
River Alwin är en kort biflod till River Coquet, närmast en bäck med längd 4,3 kilometer. 